# Aadhaar
Aadhaar (Base, Fundamento) es un número de identificación emitido por el gobierno de la India que recoge datos personales (nombre, teléfono, dirección...) y biométricos (entre ellos la huella dactilar y el iris) de los residentes de este país.

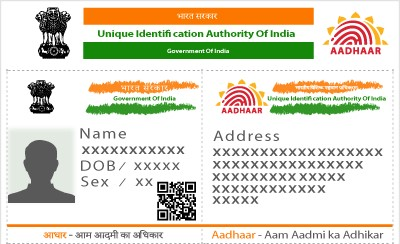
Una muestra de la tarjeta Aadhaar reproducida por ordenador

Aadhaar es probablemente el mayor sistema de identificación biométrica del mundo. En agosto de 2020 más de 1.260.000.000 de residentes en la India contaban con su número de Aadhaar, lo que equivale a más de un 90% de la población de este país.
Según algunos analistas, el gobierno de la India pretende que en el futuro todas las cuentas bancarias del país estén vinculadas con los números de identificación Aadhaar.
Algunos grupos de activistas se han opuesto al sistema por considerar que perjudica la privacidad de las personas.